# 98 (število)
98 (ósemindevétdeset) je naravno število, za katero velja 98 = 97 + 1 = 99 - 1.

## V matematiki
- sestavljeno število.
- Wedderburn-Etheringtonovo število.
- ne obstaja nobeno takšno celo število x, da bi veljala enačba φ(x) = 98.

## V znanosti
- vrstno število 98 ima kalifornij (Cf).

## Drugo

### Leta
- 498 pr. n. št., 398 pr. n. št., 298 pr. n. št., 198 pr. n. št., 98 pr. n. št.
- 98, 198, 298, 398, 498, 598, 698, 798, 898, 998, 1098, 1198, 1298, 1398, 1498, 1598, 1698, 1798, 1898, 1998, 2098, 2198